# Sternacanthus sexmaculatus
Sternacanthus sexmaculatus är en skalbaggsart som beskrevs av Bates 1870. Sternacanthus sexmaculatus ingår i släktet Sternacanthus och familjen långhorningar. Inga underarter finns listade i Catalogue of Life.